# John Carew Eccles

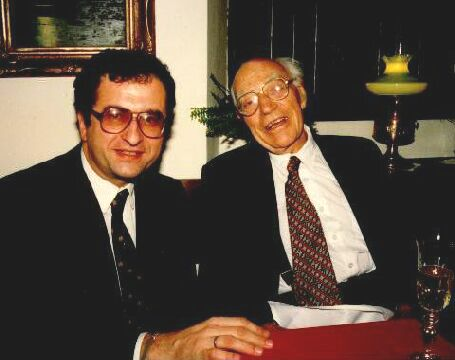
John Carew Eccles amb Cyril Höschl

John Carew Eccles (Melbourne, Austràlia 27 de gener de 1903 - Locarno, Suïssa 1997) fou un neurofisiòleg i professor universitari australià guardonat amb el Premi Nobel de Medicina o Fisiologia l'any 1963.

## Biografia
Va néixer el 27 de gener de 1903 a la ciutat de Northcote, situat a l'estat australià de Victòria, que en aquells moments formava part de l'imperi Britànic. Va estudiar medicina a la Universitat de Melbourne, on es va graduar l'any 1925. Posteriorment va ampliar els seus estudis a la Universitat d'Oxford sota la direcció de Charles Scott Sherrington. L'any 1937 va tornar a Austràlia com a director de l'Institut Kanematsu de l'Hospital de Sydney.
L'any 1966 es traslladà als Estats Units per treballar a l'Institut Biomèdic de Chicago, però insatisfet amb les seves condicions de treball acceptà el càrrec de professor a la Universitat de Buffalo entre 1968 i 1975. Després de jubilar-se es traslladà a Suïssa, i morí el 2 de maig de 1997 a la ciutat de Locarno, població situada al cantó de Ticino.
Mantingué, des de l'any 1944, una relació professional molt estreta amb el filòsof Karl Popper.

## Recerca científica
Durant la seva estada a l'Hospital de Sydney, juntament amb els científics europeus Bernard Katz i Stephen Kuffler, va iniciar la seva recerca al voltant del sistema nerviós, especialment en la transmissió de senyals entre nervis i músculs. Durant la seva estada a la Universitat Nacional Australiana de Canberra va treballar en el mecanisme iònic d'excitació i inhibició de les sinapsis cerebrals, opinant que el seu origen era elèctric, en clara contraposició a les teories químiques de Henry Hallett Dale.
L'any 1983 li fou concedit el Premi Nobel de Medicina o Fisiologia pels seus treballs descriptius de la transmissió elèctrica dels impulsos a través dels nervis, premi compartit amb Alan Lloyd Hodgkin i Andrew Huxley.